# Нижнесаксонские диалекты
Нижнесаксо́нские диале́кты (нем. Niedersächsisch; также западнонижненемецкие диалекты, нем. Westniederdeutsch) — часть нижненемецких языков, обозначаемая также как платский язык (Platt). В стандарте ISO 639-2 имеет код nds.

## Классификация
Как правило, нижнесаксонские диалекты делятся на три основных ветви:
- Вестфальский диалект (Westfälisch);
- Остфальский диалект (Ostfälisch);
- Северонижнесаксонский диалект (Nordniedersächsisch).

Эти диалекты распадаются на более мелкие региональные и местные диалекты, упорядочить которые сложно ввиду отсутствия чётких критериев для их определения в ту или иную группу. Проблемным является вопрос о том, каким образом следует определять нижнесаксонские диалекты на территории Нидерландов: с одной стороны, политические границы двух государств препятствуют однозначному определению некоторых диалектов к немецким, с другой — такое определение может быть обусловлено их историческим развитием.

## Границы
Традиционно восточная граница нижнесаксонских диалектов проходит вдоль линии, отделяющей говоры, для которых характерны окончания -(e)t глаголов во множественном числе в Präsens на западе и -e(n) — на востоке. Таким образом, определяется их отличие от восточно-нижненемецких диалектов, образовавшихся во времена «языковой экспансии». На юге нижнесаксонские диалекты ограничены линией Бенрата, отделяющей нижненемецкие языки от верхненемецкой языковой области. Таким образом, вестфальский диалект достигает Гессена и Рурской области. На западе границей западно-нижненемецких диалектов является традиционно область распространения нижнефранкских диалектов, однако часто эти диалекты относят к нидерландским нижнесаксонским.